# NGC 6274/2
NGC 6274/2 је спирална галаксија у сазвежђу Херкул која се налази на NGC листи објеката дубоког неба.
Деклинација објекта је + 29° 56' 27" а ректасцензија 16h 59m 21,6s. Привидна величина (магнитуда) објекта NGC 6274 износи 14,7 а фотографска магнитуда 15,5. NGC 62742 је још познат и под ознакама UGC 10643, MCG 5-40-20, CGCG 169-24, KUG 1657+300B, KCPG 503B, PGC 59383.